# Argeiopsis
Argeiopsis är ett släkte av kräftdjur. Argeiopsis ingår i familjen Bopyridae.
Kladogram enligt Catalogue of Life:
| Argeiopsis | \| \| Argeiopsis inhacae \| \| \| \| \| \| Argeiopsis kensleyi \| \| \| \| |
|            | \| \| Argeiopsis inhacae \| \| \| \| \| \| Argeiopsis kensleyi \| \| \| \| |
|            | Argeiopsis inhacae                                                         |
|            |                                                                            |
|            | Argeiopsis kensleyi                                                        |
|            |                                                                            |